# مجمره

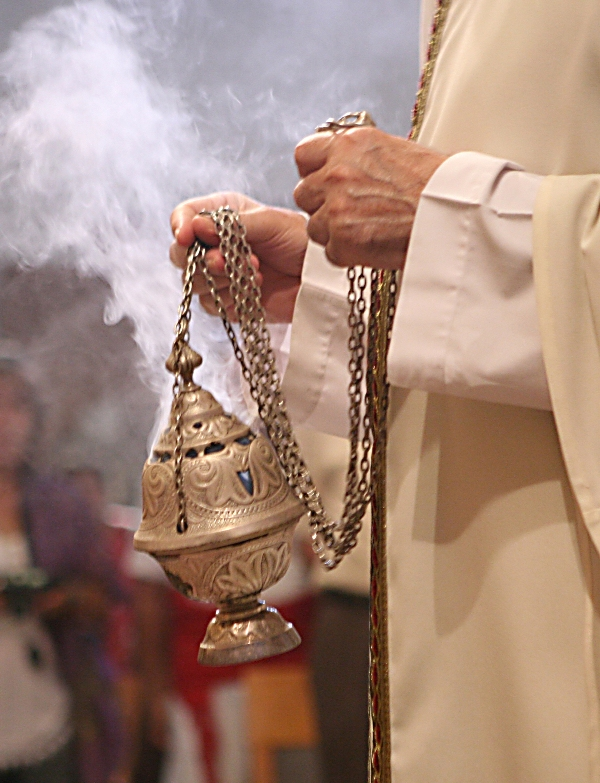
یکی از انواع مجمره که در مراسم مذهبی کاتولیک بکار برده می‌شود.

مجمره، عودسوز یک ظرف مخصوص برای سوزاندن عود یا مواد عطری دیگر است. این نوع ظرف در اندازه، شکل و مواد ساخت و ساز متفاوت است و از زمان‌های قدیم در بسیاری از فرهنگ‌ها، در هر دو صورت سکولار و مذهبی استفاده شده‌است.